# Ranunculus sericophyllus
Ranunculus sericophyllus är en ranunkelväxtart som beskrevs av Joseph Dalton Hooker. Ranunculus sericophyllus ingår i släktet ranunkler, och familjen ranunkelväxter. Utöver nominatformen finns också underarten R. s. simpsonii.

## Bildgalleri